# Lyoubin
Lyoubin ou Ljubin (en macédonien Љубин, en albanais Lubini) est un village situé à Saraï, une des dix municipalités spéciales qui constituent la ville de Skopje, capitale de la Macédoine du Nord. Le village comptait 2044 habitants en 2002. Il se trouve sur la rive sud du Vardar, à l'extrémité occidentale de l'agglomération de Skopje. Il est majoritairement albanais.

## Démographie
Lors du recensement de 2002, le village comptait :
- Albanais : 1 099
- Macédoniens : 4
- Turcs : 3
- Bosniaques : 914
- Autres : 24